# رین آریوکسه
رین آریوکسه (استونیایی: Rein Arjukese; ۲۲ فوریهٔ ۱۹۴۱ – ۱۳ ژوئیهٔ ۲۰۱۸) سیاستمدار و نماینده مجلس اهل استونی بود.